# ميتش غايلورد
ميتش غايلورد (بالإنجليزية: Mitch Gaylord)‏ هو لاعب جمباز فني وممثل أمريكي، ولد في 10 مارس 1961 في فان نويس في الولايات المتحدة.

## وصلات خارجية
- ميتش غايلورد على موقع الاتحاد الدولي للجمباز (biography) (الإنجليزية)
- ميتش غايلورد على موقع اللجنة الأولمبية الدولية (الإنجليزية)
- ميتش غايلورد على موقع أوليمبيديا (الإنجليزية)
- ميتش غايلورد على موقع IMDb (الإنجليزية)
- ميتش غايلورد على موقع أول موفي (الإنجليزية)
- ميتش غايلورد على موقع قاعدة بيانات الفيلم (الإنجليزية)